# ستيفن همسلي لونكريك
ستيفن همسلي لونكريك (بالإنجليزية: Stephen Hemsley Longrigg)‏ (ولد 7 آب/أغسطس1893-توفي 11 أيلول/سبتمبر1979) حاكم عسكري بريطاني ومدير شركة نفط وسلطة قيادية في تاريخ النفط في الشرق الأوسط في النصف الأول من القرن العشرين. يشتهر بكتاب «أربعة قرون من تاريخ العراق الحديث» الذي صدر للمرة الأولى (بالإنكليزية) عام 1925 م. ترجم الكتاب إلى العربية من قبل جعفر الخياط ومراجعة مصطفى جواد وقدم الطبعة البغدادية الأولى عماد عبد السلام رؤوف سنة 1999.

## النشأة ومهنته
ولد لونكريك في مقاطعة كنت الإنجليزية ودرس في مدرسة «هاي غيت» بلندن حيث نال ميدالية الحكام الذهبية (وفيها اختير من بعد (54-1965) رئيساً للحكام). فاز بمنحةٍ لدراسة الآداب الكلاسيكية في أورييل كوليج بجامعة أوكسفورد حيث نال المركز الأول في Honour Moderations (مجموعة امتحاناتٍ في أوكسفورد بنهاية القسم الأول من الدراسة الجامعية في بعض التخصصات كالآداب الإنسانية). خدم في فوج ووريك شاير الملكي في الحرب منذ 1914 حيث نوّه رؤساؤه مرتين في تقاريرهم بعمله الشجاع والجدير بالتقدير. عاد إلى أوكسفورد من العراق نهاية خدمته العسكرية (1921) لدراسة الماجستير. انضم للإدارة البريطانية في العراق وغدا مفتشاً عاماً للدخل (27-1931)، وفي تلك الفترة (1925) ألف «أربعة قرونٍ من تاريخ العراق الحديث» عن تاريخ العراق في ظل الإمبراطورية العثمانية.

## عمله مع شركة نفط العراق
انضم لونكريك لشركة نفط العراق (IPC) عام 1931 بعد الاتفاقية البريطانية-العراقية (1930) لإنهاء الانتداب وما تبعها من سياسة استبدال بالموظفين الإنجليز آخرين عراقيين، وكان وقتئذٍ قد أصبح مستشرقاً ذا معرفةٍ واسعةٍ بشؤون القبائل.
ذاك الوقت كانت الشركة تحضّر لبناء أول خط أنابيبٍ من كركوك إلى البحر الأبيض المتوسط عبر سوريا. وعيّن مدير موقعٍ واتصالات، وكان دوره تنظيم شراء الأرض لخط الأنابيب ومحطات الضخ والبوابات والمستودعات على طول الطريق، كما كان مسؤولاً عن ترتيب توظيف العمال ووضع معدلات الأجور وشروط التوظيف وإجراء ترتيبات السلامة لكادر الشركة وممتلكاتها. أدى هذا إلى زيادة احتكاكه بالشأن السوري العام واطلاعه عليه، وبناء علاقاتٍ مع ساسة وقادة سوريين حافظ عليها في زياراته المتكررة من بعد لسوريا، واستفاد منها في تأليف وتوثيق كتابه «تاريخ سوريا ولبنان تحت الانتداب الفرنسي» (1958).
عام 1933 وقبل انتهاء الخط أرسل لونكريك إلى جدّة لينضم لمفاوضات امتياز النفط للمنطقة الشرقية من العربية السعودية التي لم تثمر لأن شركة نفط العراق (IPC) رفضت جعل المدفوعات للحكومة السعودية بالذهب بدلاً من الروبية الهندية، أما الشركة التي نجحت في المناقصة «ستاندرد أويل أوف كاليفورنيا» فقامت باكتشاف النفط في الدمام عام 1938 وصارت معروفةً باسم أرامكو Aramco.
عام 1936 اختير مديراً عاماً لشركة «الامتيازات النفطية المحدودة» التابعة لشركة (IPC)، وأمضى ذلك الصيف في السعودية للحصول على امتيازات تنقيبٍ في الحجاز وعسير ولما لم يعثر على النفط ألغت (IPC) الامتياز عام 1941.
لاحقاً في الثلاثينات لعب لونكريك دوراً هاماً في الحصول على أول امتيازات تنقيبٍ في مشيخات الساحل المتهادن (كما كانت تدعى ذاك الوقت) بما فيها مشيخة «أبو ظبي» لخمسٍ وسبعين عاماً. والتي ووفق عليها في 14 كانون الأول/يناير1939.

## الخدمة أثناء الحرب
خلال الحرب العالمية الثانية عين برتبة عميد Brigadier، وبسبب عربيته الجيدة عُيّن في هيئة الأركان العامة في القاهرة للتخطيط للاحتلال المتوقع للمستعمرات الإيطالية في إفريقيا. خدم كذلك في الصومال، وغدا نائب رئيس المكتب السياسي في برقة Cyrenaica، ثم الحاكم العسكري لإريتريا (42-1944). بعد ذلك بفترةٍ قصيرةٍ كتب «تاريخ موجز لإريتريا» (1945).

## المهنة الأكاديمية والتأليف
بعد الحرب عاد لونكريك إلى (IPC) حتى تقاعده عام 1951، ألف "دليل شركة نفط العراق" المنشور عام 1948، وطوّر كتابه عن العراق بآخر "العراق (1900-1950)" عام 1953، ثم "النفط في الشرق الأوسط Oil in the Middle East" (ط. 1954، الطبعة الثالثة 1968)، "تاريخ سوريا ولبنان تحت الانتداب الفرنسي Syria and Lebanon Under French Mandate" (ط. 1958)، و"الشرق الأوسط: جغرافيا اجتماعية
The Middle East: A Social Geography" (ط. 1963، الطبعة الثانية 1970).
عام 1955 حاز من أكسفورد على درجة دكتوراة رسائل the Oxford doctor of letters واختصاراً (Oxford D. Litt) وتعد في تلك الجامعة أرفع من دكتوراة الآداب ويتوجب للمتقدم لها مضي ثلاثين عاماً على نيله الماجستير وأن تكون له أبحاث وكتب منشورة تتضمن إضافاتٍ أصيلة في مجال تخصصه.
(فيما بين (1923-2016) بلغت نسبة حائزي هذه الدرجة في أكسفورد 27.5% من أصل ستة أنواعٍ من حائزي الدكتوراة).
قام بمحاضراتٍ منتظمةٍ في الخارج خاصةً في الولايات المتحدة وكندا، كما كان أستاذاً (بروفيسوراً) زائراً في جامعة كولومبيا عام 1966، وجامعة كولورادو عام 1967.

## الجوائز والمكافآت
اختير فارساً في نظام الإمبراطورية البريطانية برتبة "OBE" عام 1927. وتلقى ميدالية «لورنس الجزيرة العربية» (1962)، وميدالية ريتشارد بورتون التذكارية (1969).

## وفاته
توفي في 11 أيلول/سبتمير1979 في «كينجسلي جرين» بمقاطعة ساسكس Sussex الإنجليزية.

## وصلات خارجية
- Stephen Longrigg Amazon bibliography
- Collard, J., "Report on Occupied Enemy Territory Administration, Cyrenaica 14 October 1941- 31 January 1942" by Brig. S.H. Longrigg; reports and memoranda on Cyrenaica, 1943–45, GB165-0062, Middle East Archive (MECA), St. Antony's College, Oxford
- Read Iraq 1950-1955 at Questia.com  نسخة محفوظة 19 أكتوبر 2009 على موقع واي باك مشين.
- Read Syria and Lebanon Under the French Mandate at Questia.com [وصلة مكسورة]
- Read Oil in the Middle East at Questia.com
- Read reviews of Oil in the Middle East ; Royal Central Asian Society Journal, vol. 55, issue 2, Books Reviews, pp. 184–220 ; The Annals of the American Academy